# Kanał Morris

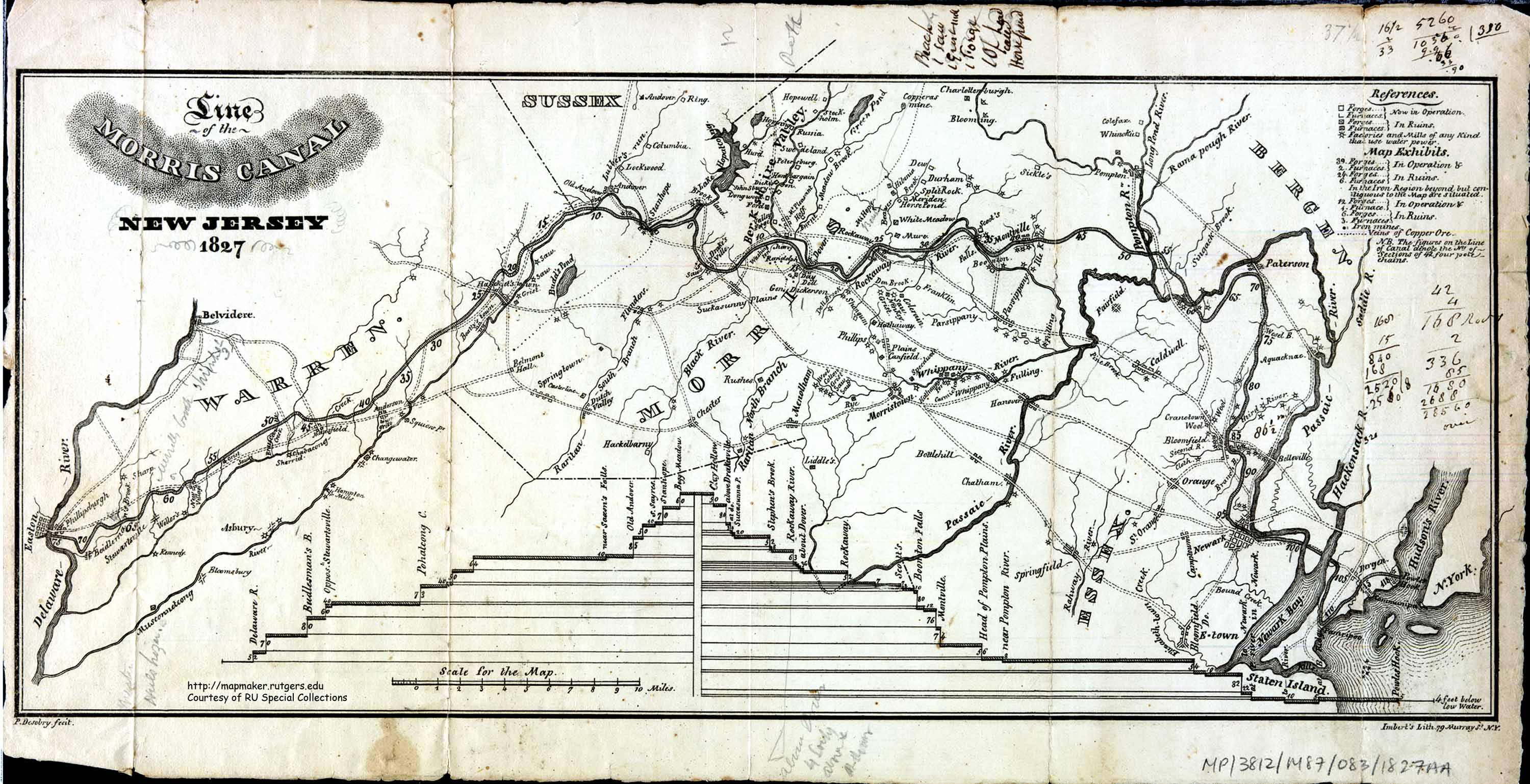
Mapa kanału Morris z 1827 roku

Kanał Morris – otwarty 4 listopada 1831 łączył rzekę Delaware w okolicy Phillipsburga i rzekę Passaic w centrum miasta Newark w New Jersey. Początkowo miał 90 mil długości, w 1836 przedłużono go do Jersey City (razem 109 mil).
Kanał przechodził przez tereny górzyste i dużą część podróży barki odbywały torami. Kanał umożliwił transport towarów pomiędzy doliną Lehigh w Pensylwanii a portami w mieście Nowy Jork. Przeżywał rozwój do czasu wybudowania kolei w latach sześćdziesiątych. Na początku XX wieku został porzucony. Formalnie przejęty przez stan New Jersey w 1922.